# Edinkillie House

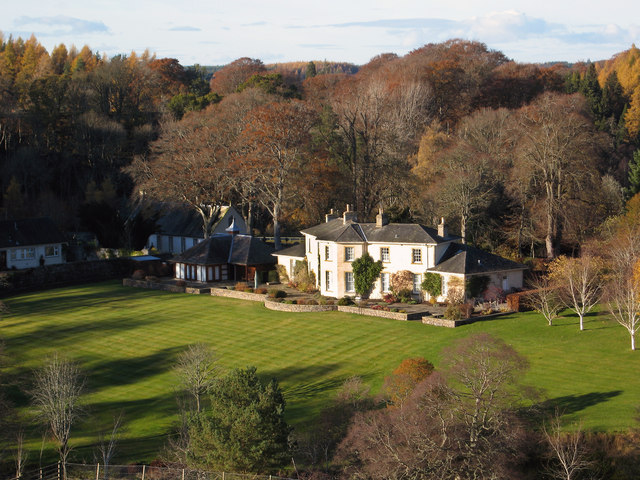
Edinkillie House

Edinkillie House ist ein ehemaliges Pfarrhaus in der schottischen Streusiedlung Edinkillie in der Council Area Moray. 1971 wurde das Bauwerk in die schottischen Denkmallisten zunächst in der Kategorie B aufgenommen. Die Hochstufung in die höchste Denkmalkategorie A erfolgte 1987.

## Geschichte
Im Jahre 1741 wurde die Edinkillie Parish Church errichtet. Als zugehöriges Pfarrhaus entstand Edinkillie House im Jahre 1832. Für den Entwurf zeichnet der in Edinburgh ansässige schottische Architekt John Paterson verantwortlich. Die zugehörigen Stallungen wurde 1975 abgebrochen. Am Standort der ehemaligen Gärten befindet sich heute die Hausmeisterwohnung.

## Beschreibung
Edinkillie House steht abseits der A940, östlich der Edinkillie Parish Church am rechten Ufer des Divie. Das georgianisch ausgestaltete Gebäude weist einen Y-förmigen Grundriss auf. Die Fassaden des zweigeschossigen Gebäudes sind mit Harl verputzt, wobei Natursteineinfassungen abgesetzt sind. An der südexponierten Gartenseite tritt eine Auslucht semioktogonal heraus. Der Eingang befindet sich an der Nordseite. Zu beiden Seiten setzen sich eingeschossige Abschlüsse fort. Entlang der Fassaden sind zwölfteilige Sprossenfenster eingesetzt. Die flach geneigten Walmdächer sind mit Schiefer eingedeckt.